# Ministério das Relações Exteriores (Israel)

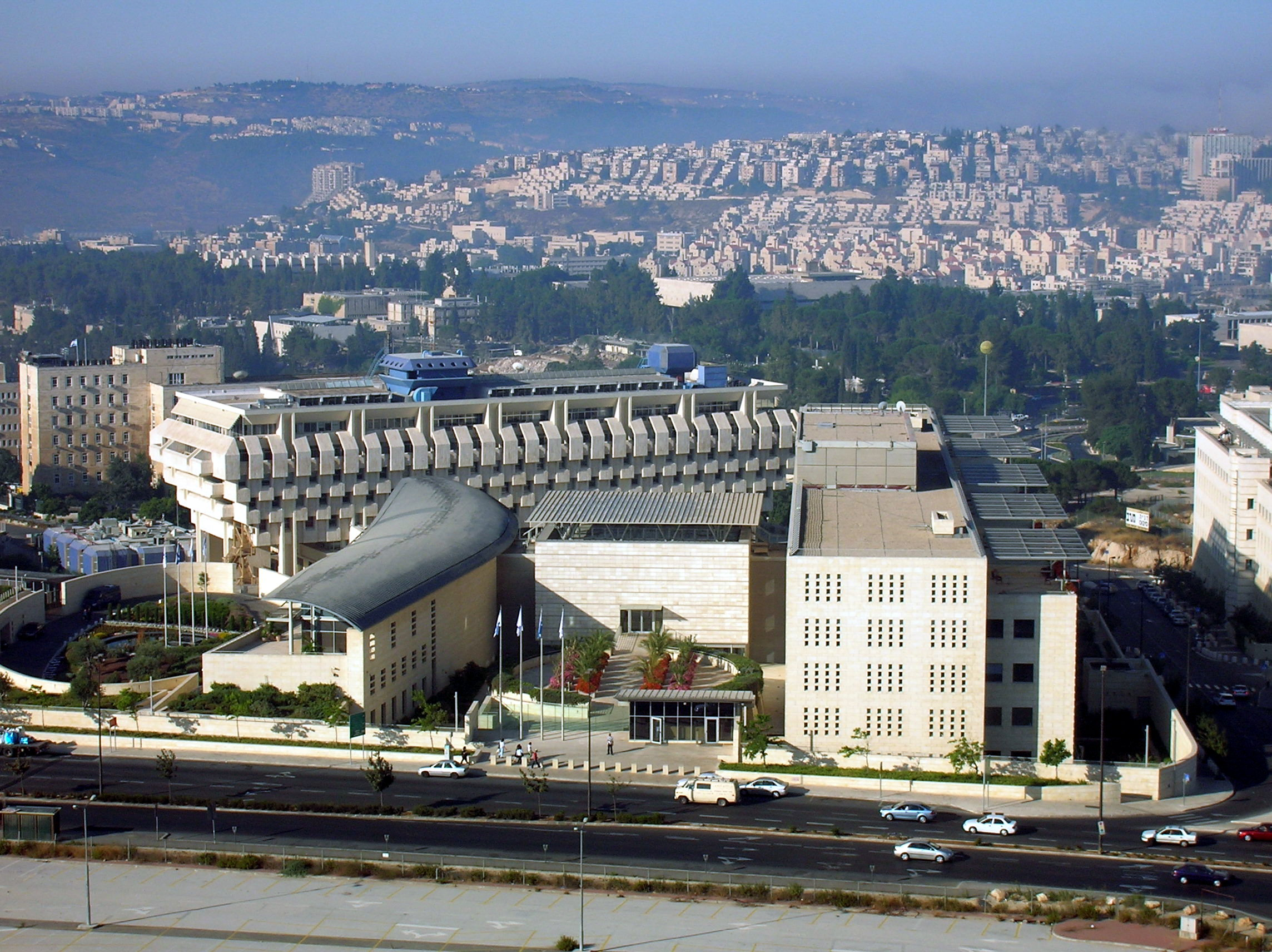
Prédio do ministério de relações exteriores israelense na cidade de Jerusalém.

O Ministério de Relações Exteriores de Israel (em hebraico: משרד החוץ, transl. Misrad HaHutz)  é considerado um dos mais importantes ministérios no governo israelense. Seu papel é de "implementar e apresentar a política externa de Israel, e promover suas relações econômicas, culturais e científicas."

## Ver Também
- Ministro das Relações Exteriores de Israel